# Scott Stallings

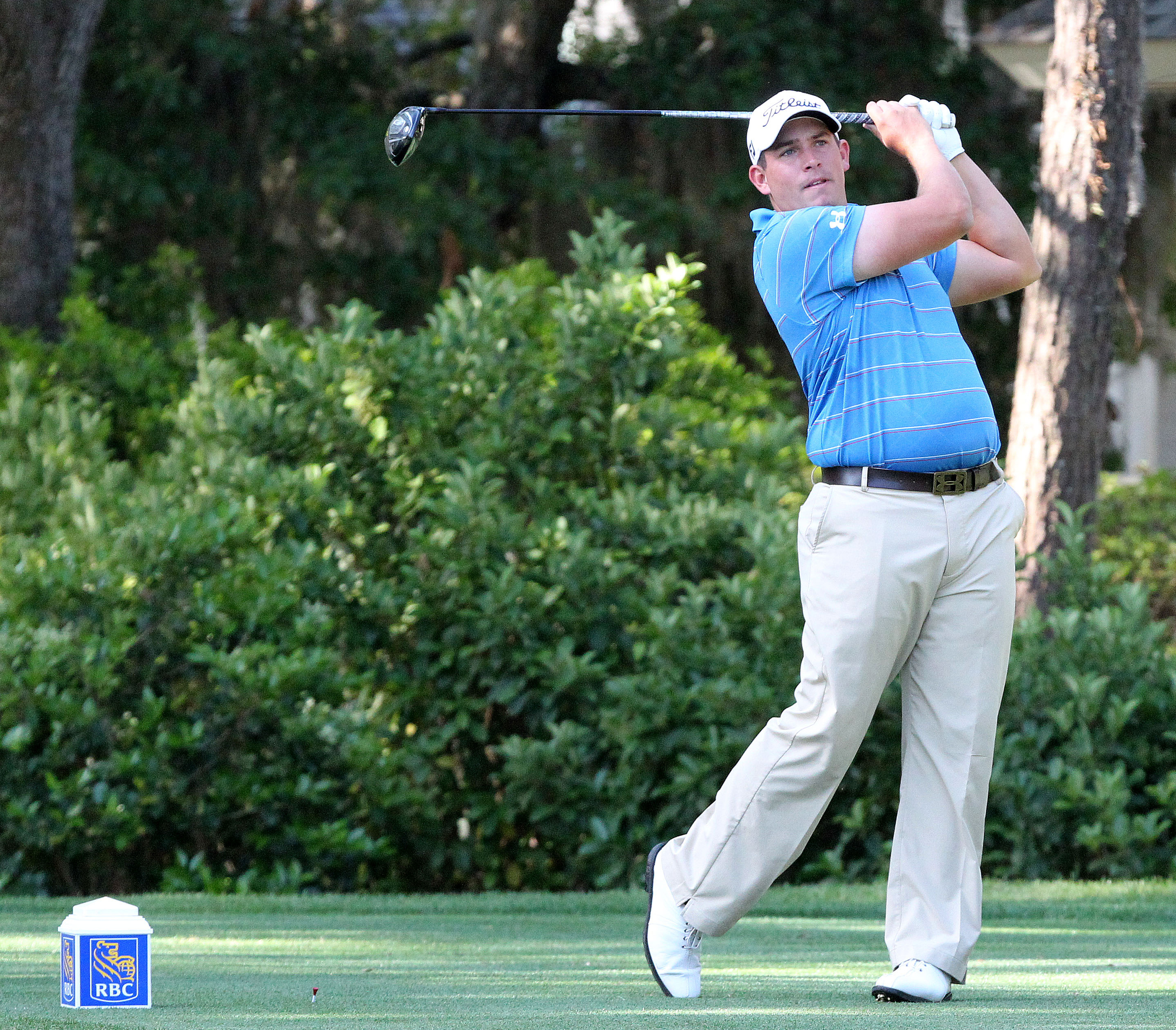
Scott Stallings 2012

Scott Stallings (* 25. März 1985 in Worcester) ist ein amerikanischer Golfer auf der PGA Tour.
Stallings wurde 2007 Profigolfer. Seinen ersten Sieg auf der PGA Tour schaffte er 2011 beim Greenbrier Classic. 2012 gewann er das True South Classic und 2014 das Farmers Insurance Open. Seine beste Platzierung bei einem Majorturnier war T27 beim US-Masters 2012. Wegen eines von ihm selbst gemeldeten Dopingverstoßes, er hatte DHEA verschrieben bekommen, wurde er 2015 für 90 Tage gesperrt.